# Норвежская лесная кошка
Норве́жская лесна́я ко́шка — порода полудлинношёрстных кошек, наиболее распространена в странах Северной Европы. В Норвегии порода известна как Skogkatt или Skovkatt (от skog и skov, означающих «лес» на норвежском и датском языках) и Norsk Skogkatt («Норвежская лесная кошка») и объявлена официальной породой Норвегии. 
В 1977 г. порода была признана FIFe, а кот по кличке Панс Трулс стал первым зарегистрированным представителем породы. В настоящее время норвежская лесная признана почти всеми международными фелинологическими организациями. Сокращённое название — Wegie (ви́джи) — принято фелинологами и бридерами (заводчиками) кошек США, как производное от слова Norwegian. 
Животное от средних до крупных размеров. Порода похожа на сибирскую кошку, турецкого вана и мэйн-куна.

## Происхождение и история породы
Существует несколько версий происхождения этих кошек. Наиболее вероятно, что в Норвегию в XVI столетии были завезены ангорские кошки. Здесь они приспособились к суровому климату, много лазили по деревьям и ловили рыбу — отсюда их развитые, цепкие когти. Есть также предположение, что норвежская лесная является ангорской мутацией дикой кошки Felis silvestris grampia, которая была завезена из Шотландии викингами. На старинных гравюрах богиня Фрейя часто изображалась в колеснице, запряжённой кошками, очень похожими на норвежских лесных, что дало основания предполагать, что эти кошки существуют в своем нынешнем фенотипе довольно давно.
Свою известность (в качестве породы) норвежская лесная кошка приобрела только в 1938 году. На выставке, проходившей в городе Осло, впервые была представлена кошка этой породы, имевшая красно-белый окрас. Впервые участвовавший в выставке кот был оценен экспертом из Дании — Кнудом Гансеном, который назвал его Национальным котом Норвегии, но начавшаяся вскоре Вторая мировая война помешала распространению породы в тот момент и о норвежских лесных кошках временно забыли. Только в 1963 году была образована Норвежская национальная ассоциация породистых кошек (The Norwegian National Association of Pedigree или Norske Rasekattklubbers Riksforbund (NRR)), которая и стала заниматься этой породой, а программа по сохранению национальной породы возобновились только в 1972 году.
Поначалу котам выдавались так называемые первичные родословные, по которым в 1976 году в Норвегии насчитывалось около 100 зарегистрированных животных этой породы. В этом же году в Весбадене (Германия) состоялось ежегодное заседание фелинологической федерации FIFe, где порода «Норвежская лесная кошка» была признана как экспериментальная.
Позднее в Париже в 1977 году состоялось очередное заседание FIFe, где Фредерик Нордан (президент NRR) и другие норвежские фелинологи продемонстрировали присутствующим большое количество фотоматериалов и родословных, свидетельствующих о наличии трех поколений котов данной породы. На этот раз порода «Норвежская лесная кошка» была официально признана уже полноценно.
29 ноября 1979 года первые «норвеги», как сокращенно называют эту породу, прибыли в США. Это были кот Pans Tigris (коричневый тэбби) и кошка Mjavo’s Sala Palmer (черная с белым, купленные Шейлой Гира в питомник в штате Мичиган, США. Ранее этот питомник занимался разведением кошек породы мейн-кун.

## Поведение и черты
Норвежские лесные кошки обладают мягким характером, хорошо обучаемы и быстро усваивают правила поведения в доме, легко приучаются к лотку и когтеточке. Обладают высоким уровнем терпимости к другим животным, а также к детям, поэтому эту породу рекомендуют заводить семьям с детьми любого возраста. Эти нежные великаны любят прыгать и исследовать пространство вокруг.
Норвежские лесные сильно привязываются к людям и легко находят с ними общий язык, им требуется большое количество общения с человеком. В течение всей своей взрослой жизни эти кошки сохраняют высокую активность и игривость, при этом играть они способны как самостоятельно, так и с человеком.
Кошки этой породы сдержанны с незнакомыми людьми и не сразу идут на контакт, но с семьёй они дружелюбны и общительны. Особенностью норвежской лесной кошки можно назвать то, что они склонны устанавливать близкие отношения со всеми членами семьи, а не только с одним человеком. Ещё одна их особенность — привязанность не к жилищу, а именно к людям. Эти кошки, даже живя на даче или в частном доме, часто сопровождают хозяев, постоянно находясь рядом с ними.
Способность приспособиться практически к любой ситуации — одна из черт, которая делает норвежскую лесную кошку прекрасным компаньоном.
При знакомстве с собаками стоит соблюдать осторожность, так как при первом контакте могут возникнуть сложности. Как правило, в дальнейшем это быстро проходит, норвежские лесные легко привыкают к новым питомцам в доме.

## Особенности размножения
Котята рождаются крепкими, здоровыми. Взрослый шёрстный покров впервые появляется в возрасте от 3 до 5 месяцев. Норвежская лесная — это порода, что медленно развивается, достигает полного развития приблизительно в возрасте 5 лет.
|         |          |          |           |          |
| 1-2 дня | 1 неделя | 3 месяца | 8 месяцев | 1,5 года |

## Внешний вид
Норвежская лесная имеет так называемую «тройную» основную шерсть с густым подшёрстком и характерными длинными покровными волосами вдоль хребта и на хвосте, обладающими водоотталкивающим свойством, крупные уши с кисточками, длинный пушистый хвост, достигающий в длину до 3/4 длины корпуса кошки. Голова кошки по форме треугольная, с прямым носом. У норвежских лесных кошек очень острые когти, передние лапы короче задних. Вес кошек достигает 7 кг, котов - 8-9кг.

### Окрас
Окрас может быть различным, за исключением окрасов с пойнтовыми отметинами на лапах, хвосте, ушах и морде, как у сиамской и тайской кошек или кошек акромеланических окрасов. Рисунок табби должен быть чётким и выразительным, характерный классический (мраморный), макрель, пятнистый или тикингом. Согласно стандарту FIFE, по окраске различают 4 группы животных: с агути-фактором, без агути-фактора, с агути-фактором с белым, без агути-фактора с белым. Цвет глаз должен соответствовать окраске меха. Мочка носа и подушечки лап имеют цвет, подходящий к окраске меха. У кошек с агути-фактором мочка носа с каймой.

## Стандарты породы
Стандарт породы Норвежская лесная несколько различается в двух фелинологических федерациях — FIFe и WCF. Ниже приведены оба стандарта этой породы для сравнения.

### По версии FIFe
Общее описание: норвежская лесная кошка крупного размера.
Голова. Форма: равносторонний треугольник; лоб слегка округлен; длинный прямой профиль без изломов (без стопа). Подбородок сильный. Лоб слегка округлен.
Уши. Форма: большие, широкие в основании, заостренные на концах, с кисточками и длинными пучками волос, растущими из ушей. Постав: расположены высоко и открыто, так что внешняя линия уха продолжает линию головы от подбородка.
Глаза. Форма: большие и овальные, хорошо открытые, слегка косо поставлены. Выражение: настороженные. Цвет: допускается любой цвет, соответствующий окрасу шерсти.
Тело длинное, сильное, крепкий костяк с хорошо развитой мускулатурой.
Конечности. Ноги: сильные, высокие, задние ноги выше передних. Лапы: большие, круглые, пропорциональные ногам.
Хвост длинный и пушистый, может достигать до плеч, но желательно — до шеи.
Шерсть. Структура: полудлинная, двойная, состоит из густого подшерстка, защищенного блестящими, гладкими, водоотталкивающими остевыми волосами, покрывающими спину и бока. Полностью «одетый» кот имеет гриву на шее, бакенбарды и длинный нагрудник. Хорошо развиты «штанишки». Окрас: допустимы все окрасы, включая все окрасы с белым за исключением гималайского, шоколадного, лилового, циннамон и фавн. Допустимо любое количество белого цвета, то есть белое пламя, белый медальон, белая грудь, белый живот, белые лапки, и т. д.

### По версии WCF
Тело: От средней величины до крупного, длинное сильное тело с массивным костяком. Конечности длинные, мускулистые, задние ноги длиннее передних; лапы широкие, круглые, с пучками волос между пальцами.
Хвост очень длинный, как минимум равный длине тела, равномерно опушен, с обильным подшерстком.
Голова: В форме равностороннего треугольника. Прямой длинный профиль, сильный подбородок.
Уши: Очень большие, широкие у основания, поставлены высоко, так, что внешние контуры ушей по прямой направлены к скулам. Украшены рысьими кисточками и щеточками.
Глаза: Большие, широко открытые, овальные; цвет должен быть равномерным и гармонировать с окрасом шерсти.
Шерсть: Средней длины. Обильный мягкий подшерсток покрыт длинным, блестящим, твердым и водоотталкивающим волосом. Покровный волос распространяется на спину, бока и верхнюю часть хвоста. Нижняя часть тела и задняя поверхность задних ног не имеют покровного волоса. Длинный воротник, треугольная «борода», начинающаяся от щек, и «штанишки» придают законченность облику норвежской кошки.
Окрасы: Шоколадный, циннамон и соответствующие ослабленные окрасы (лиловый и фавн) не признаются в любых комбинациях (в том числе тэбби, биколор, триколор); акромеланические окрасы также не признаются. Все другие окрасы признаны.